# ماريانو دياز (رسام)
ماريانو دياز (بالإسبانية: Mariano Díaz)‏ هو مصور ورسام فنزويلي، ولد في 19 أغسطس 1929.